# Maria Romanowa (1824–1880)
Maria Aleksandrowna, ros. Мария Александровна Гессен-Дармштадтская, urodzona jako Maksymiliana Wilhelmina Maria z Hesji-Darmstadt (ur. 8 sierpnia 1824 w Darmstadt, zm. 22 maja?/3 czerwca 1880 w Petersburgu) – najmłodsza córka Ludwika II Heskiego i Wilhelminy Badeńskiej. Księżniczka Hesji, cesarzowa Rosji jako żona cara Aleksandra II (od 16 kwietnia 1841).

## Życiorys

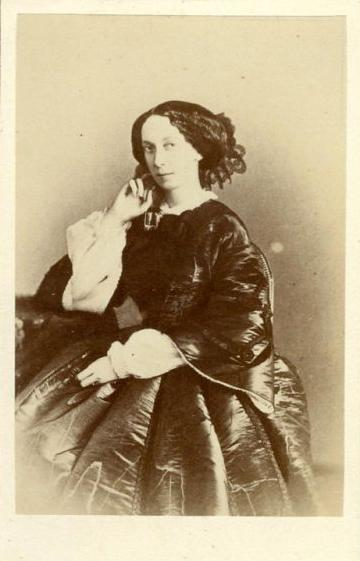
Caryca Maria

Istnieje duże prawdopodobieństwo, że ojcem Marii, podobnie jak trojga starszego od niej rodzeństwa, był baron August von Senarclens de Grancy. Ludwik II, władca Hesji, chcąc uniknąć skandalu, uznał dzieci Wilhelminy za swoje.
W 1838 roku, carewicz Aleksander Mikołajewicz podróżował po Europie, poszukując małżonki. Wówczas zakochał się w 14-letniej Marii. Ślub pary odbył się w 1841 roku. Mimo różnicy wieku i dezaprobaty matki, Aleksandry Fiodorowny, Aleksander uparł się na ślub z heską księżniczką.
Była nieśmiała. Wilgotny klimat Petersburga negatywnie wpływał na jej płuca. Przyszła carowa miewała dręczący kaszel oraz nawracającą gorączkę. Mimo problemów ze zdrowiem urodziła ośmioro dzieci.

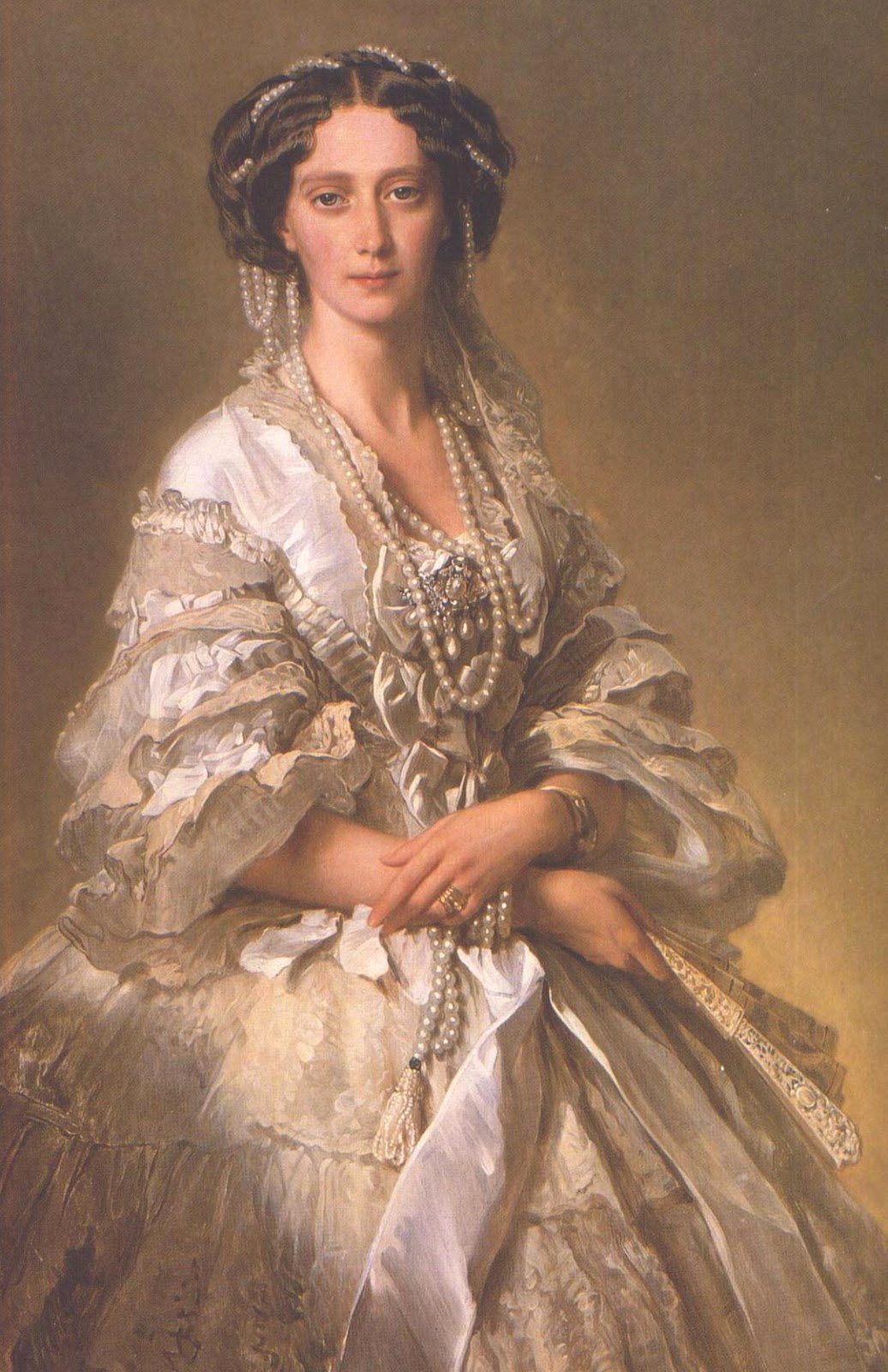
Portret carycy autorstwa Franza Xavera Winterhaltera

W 1855 roku Aleksander został carem, co zmuszało jego żonę do uczestnictwa w wielu oficjalnych uroczystościach państwowych, których nie lubiła. Wielkim ciosem dla Marii była śmierć jej najstarszego i ulubionego syna, carewicza Mikołaja, w 1865 roku.
Chociaż mąż dobrze traktował Marię, ta dobrze wiedziała, że Aleksander jest niewierny i miał wiele kochanek. W późniejszym czasie nieślubne dzieci cara i ich matki mieszkały tylko piętro wyżej nad apartamentami carycy. Już w tym czasie Aleksander miał trójkę dzieci ze swoją ulubioną metresą, księżniczką Katarzyną Dołgorukową, którą przeniósł do cesarskiego pałacu. W niecały miesiąc po śmierci Marii, 6 lipca 1880 roku, Katarzyna i Aleksander zawarli związek morganatyczny.
Na jej cześć nazwany został Teatr Maryjski w Sankt Petersburgu (w latach 1920–1992 funkcjonujący jako Teatr Opery i Baletu im. Siergieja Kirowa) oraz miasto Maarianhamina (Mariehamn) na Wyspach Alandzkich.

## Potomstwo
Była matką ośmiorga dzieci:
- Aleksandry Aleksandrowny (1842–1849),
- Mikołaja (1843–1865),
- Aleksandra III (1845–1894),
- Włodzimierza Aleksandrowicza (1847–1909), męża Marii, księżniczki z Maria z Meklemburgii-Schwerinu,
- Aleksego Aleksandrowicza (1850–1908), męża Aleksandry, hrabianki Żukowskiej,
- Marii Aleksandrowny (1853–1920), żony Alfreda, księcia Edynburga,
- Sergiusza Aleksandrowicza (1857–1905), męża Elżbiety, księżniczki Hesji,
- Pawła Aleksandrowicza (1860–1919), męża najpierw Aleksandry, księżniczki Grecji, a potem Olgi Walerianownej Paley.